# Nambakan
Nambakan is een bestuurslaag in het regentschap Kediri van de provincie Oost-Java, Indonesië. Nambakan telt 2513 inwoners (volkstelling 2010).